# دار الحنش (رصد)

تعديل مصدري - تعديل

دار الحنش هي إحدى قرى عزلة القارة بمديرية رصد التابعة لمحافظة أبين، بلغ تعداد سكانها 22 نسمة حسب تعداد اليمن لعام 2004.